# SN 2006qg
SN 2006qg – supernowa typu Ia odkryta 18 listopada 2006 roku w galaktyce A215418+0026. W momencie odkrycia miała maksymalną jasność 22,00m.